# Bonamia longitubulosa
Bonamia longitubulosa är en vindeväxtart som beskrevs av F.J. Breteler. Bonamia longitubulosa ingår i släktet Bonamia och familjen vindeväxter. Inga underarter finns listade i Catalogue of Life.